# Paolo Barilla
Paolo Barilla (n. 20 aprilie 1961) este un fost pilot italian de Formula 1 care a evoluat în Campionatul Mondial între anii 1989 și 1990. Paolo este unul dintre moștenitorii companiei Barilla, ajutând prin sponsorizare o serie de alți piloți (de ex. Alessandro Zanardi) din momentul în care a ajuns în structurile de conducere ale companiei.

## Cariera în Formula 1
| Sezon | Echipă               | Număr puncte | Loc clasament general |
| ----- | -------------------- | ------------ | --------------------- |
| 1984  | MRD International    | Pilot teste  | -                     |
| 1986  | Benetton Formula Ltd | Pilot teste  | -                     |
| 1989  | Minardi Team SpA     | 0            | -                     |
| 1990  | SCM Minardi Team     | 0            | -                     |